# Hans Eriksson (handbollsspelare)
Hans Gustav Eriksson, född 20 juli 1943 i Engelbrekts församling i Stockholm, död 5 mars 1988 i Östra Fågelviks församling, Värmlands län, var en svensk landslagsspelare i handboll. 
Han spelade som back,  det vill säga niometersspelare.

## Bakgrund
Hans Eriksson föddes i Stockholm men växte upp i Hallstahammar där han adopterades av Knut Anders Eriksson och Maud Eivor Teresia, ogift Bergfeldt.

## Klubblagskarriär
Hasse Eriksson började spela handboll i Hallstahammar SK. Han kom 1964 till Eskilstuna Guif. Det var samma år som Guif tog sig till allsvenska för tredje gången. Eriksson spelade sedan för Eskilstuna Guif till 1967 eller 1968. 1966 gjorde Eriksson som andra spelare i historien 17 mål i en match i högsta serien. 1966–1967 spelade han bara 14 matcher och stod för 60 mål hälften av antalet mål året innan. 1968–1969 representerade han SoIK Hellas och vann SM-guld med den klubben. Året efter 1969-1970 finns han inte med i uppställningen för något allsvenskt lag. 1970–1971 börjar han spela för Guif igen men säsongen 1971–1972 står han endast för 6 gjorda mål och hans sista säsong blir 1972-1973 då Guif blir nia och får lämna allsvenskan.  

## Landslagskarriär
Han debuterade den 6 november 1965 mot Norge och gjorde sex mål och var Sveriges bäste målskytt i matchen. Han dominerade sedan sitt debutår helt i landslaget. Hasse Eriksson ägnas en artikel i Handbollboken 1966–1967. Eriksson hade då vunnit skytteligan i allsvenskan 1965/1966 med 124 mål. Samma säsong stod han för 59 av landslagets 194 mål. Han gjorde det på tolv landskamper det året. Hans Eriksson tycktes given i landslaget. Men karriären somnade sedan snabbt in. Hans Eriksson spelade bara 22 landskamper åren 1965 till 1969. Det blev således bara tio fler efter debutåret. Han deltog bara i en mästerskapsturnering VM 1967 i Sverige där han fick spela i två matcher och stod för ett mål. Av de 22 landskamperna förlorades elva och två slutade oavgjort och bara nio vanns. 